# Montezuma (Georgia)
Montezuma è una città degli Stati Uniti d'America, situata in Georgia, nella Contea di Macon.